# Isabella Maria von Portugal

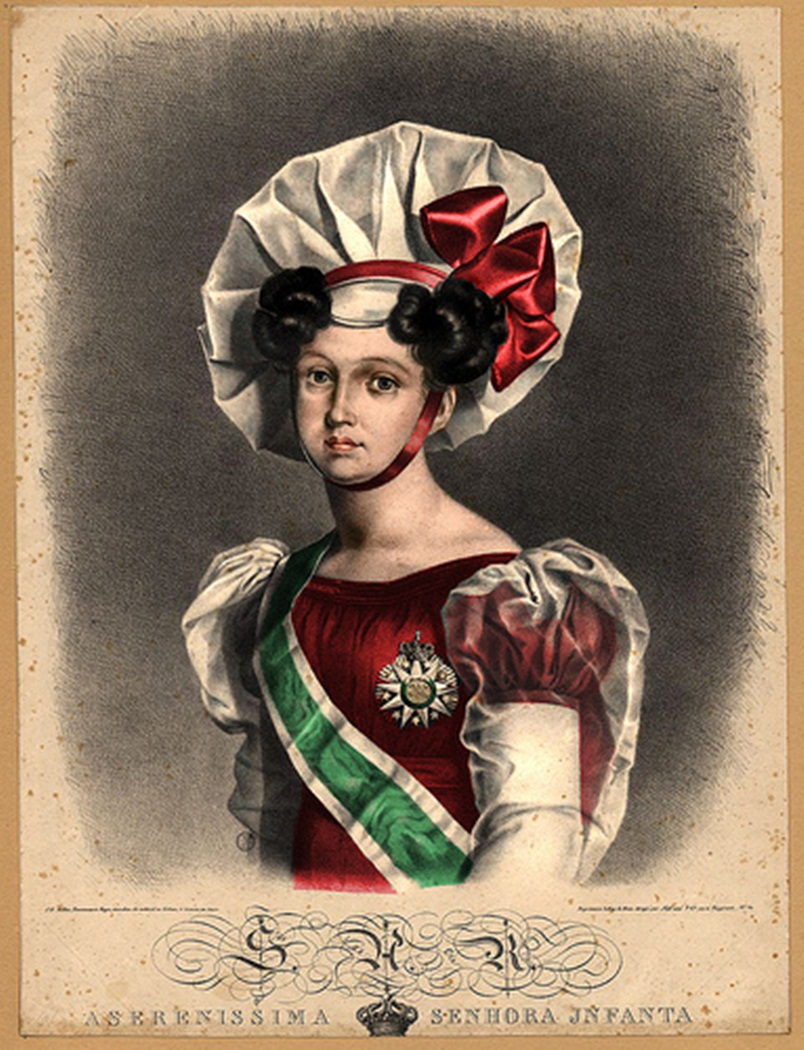
Infantin Isabella Maria von Portugal

Isabella Maria von Portugal (portugiesisch: D. Isabel Maria da Conceição Joana Gualberta Ana Francisca de Assis Xavier de Paula de Alcântara Antónia Rafaela Micaela Gabriela Joaquina Gonzaga de Bragança) (* 4. Juli 1801 in Lissabon; † 22. April 1876 ebenda) war eine portugiesische Infantin aus dem Hause Braganza. Von 1826 bis 1828 war sie Regentin von Portugal, zunächst für ihren in Brasilien weilenden Bruder, König Peter IV., danach für ihre minderjährige Nichte Maria II.

## Leben
Isabella Maria wurde als jüngere Tochter König Johann VI. und dessen Ehefrau Königin Charlotte Joachime von Spanien geboren. Ihr Bruder Peter, der portugiesische Kronprinz, hatte 1822 die brasilianische Unabhängigkeit erklärt und sich selbst als Peter I. zum Kaiser von Brasilien ausgerufen. Als Johann VI. 1826 starb, erbte Peter neben dem brasilianischen auch noch den portugiesischen Thron. Er war allerdings nicht bereit, Brasilien zu verlassen, um in Portugal die Herrschaft anzutreten. Deshalb ernannte er dort Isabella Maria zur Regentin.
Als Regentin verfolgte Isabella eine reaktionäre Politik. Hauptfrage der politischen Diskussion in Portugal war, ob das Land absolutistisch oder als konstitutionelle Monarchie regiert werden sollte. Isabella war eine Anhängerin des Absolutismus und umgab sich auch mit Beratern und Ministern, die der gleichen Ansicht waren.

Infantin Isabella Maria von Portugal

In Portugal war ein erster Versuch, die konstitutionelle Monarchie einzuführen, gescheitert, als Johann VI. 1824 die erste Verfassung des Landes aus dem Jahr 1821 widerrufen hatte (vgl. Liberale Revolution). Seitdem hatte das Land keine Verfassung mehr. 1826 erließ Peter IV. deshalb eine neue Verfassung, die sog. Charta und schickte entsprechende Dokumente von Rio de Janeiro nach Lissabon mit dem Auftrag an Isabella, diese in Portugal in Kraft treten zu lassen. Isabella und ihre Berater, die sich nicht durch eine Verfassung einschränken lassen wollten, versuchten daraufhin, das Inkrafttreten des Dokumentes zu verhindern. Erst als der liberale General und spätere Herzog von Saldanha die Regentin von Porto aus unter Druck setzte, gab diese schließlich nach und vereidigte die Regierung auf die neue Verfassung. Diejenigen ihrer Minister, die den Eid auf die neue Konstitution nicht schwören wollten, traten zurück. Die Regentin musste daraufhin Saldanha als Kriegsminister in ihre Regierung aufnehmen, er bildete eine Art liberalen Gegenpol in der von Isabella geführten Regentschaft. Bereits nach kurzer Zeit hatten die reaktionären Kräfte jedoch wieder die Oberhand gewonnen, Saldanha konnte sich dieser Entwicklung nicht entgegenstellen, da er in den entscheidenden Augenblicken durch Krankheit geschwächt war.
Am 5. Mai 1826 dankte Peter nach nur zwei Monaten Herrschaft als portugiesischer König zugunsten seiner Tochter Maria II. ab. Peter zog damit die Konsequenz aus der Tatsache, dass es nicht möglich war, Brasilien und Portugal gleichzeitig zu regieren und die Portugiesen einen im Ausland lebenden König nicht tolerieren würden. Maria II. war allerdings zu diesem Zeitpunkt noch ein Kind, so dass weiterhin eine Regentschaft notwendig war, die zunächst ebenfalls von Isabella geführt wurde.
Isabella hatte einen weiteren Bruder, den Prinzen Michael, der sich 1824 vergeblich gegen Johann VI. gestellt hatte und seitdem im Exil in Österreich weilte. Politisch teilte Michael Isabellas Ansichten, war also ebenfalls ein Anhänger des Absolutismus. Peter IV. hatte beabsichtigt, die beiden Linien des Hauses Braganza wieder zu vereinigen. Zu diesem Zwecke sollte seine Tochter Maria II. später, wenn sie im heiratsfähigen Alter war, ihren Onkel Michael heiraten. Schon vorher sollte Michael für sie die Regentschaft führen. Michael schwor der Charta und seiner Nichte als Königin die Treue und kehrte nach Lissabon zurück. Dort verbündete er sich mit Isabella, berief eine traditionelle Ständeversammlung ein, ließ sich von dieser 1828 zum König ausrufen und entthronte somit seine Nichte und Verlobte Maria.
Mit der Thronbesteigung König Michaels endete auch die Regentschaft der Infantin Isabella. Diese zog sich aus der portugiesischen Politik vollkommen zurück.
Ihre Regentschaft wird überwiegend kritisch bewertet. Die Regentin war mit ihrer Rolle in Portugal offensichtlich überfordert. Durch ihre einseitige Unterstützung der reaktionären und konservativen Kräfte im Königreich, ließ sie zu, dass sich der Gegensatz zu den Liberalen verschärfte. Da sie nichts gegen die Machtübernahme ihres Bruders Michael unternahm, trägt sie eine Mitschuld an der sich daraus später entwickelnden Folge, dem Miguelistenkrieg.
Isabella Maria war nie verheiratet und hatte keine Kinder. Sie verstarb 1876 in Benfica bei Lissabon.